# Franz Joseph Richter

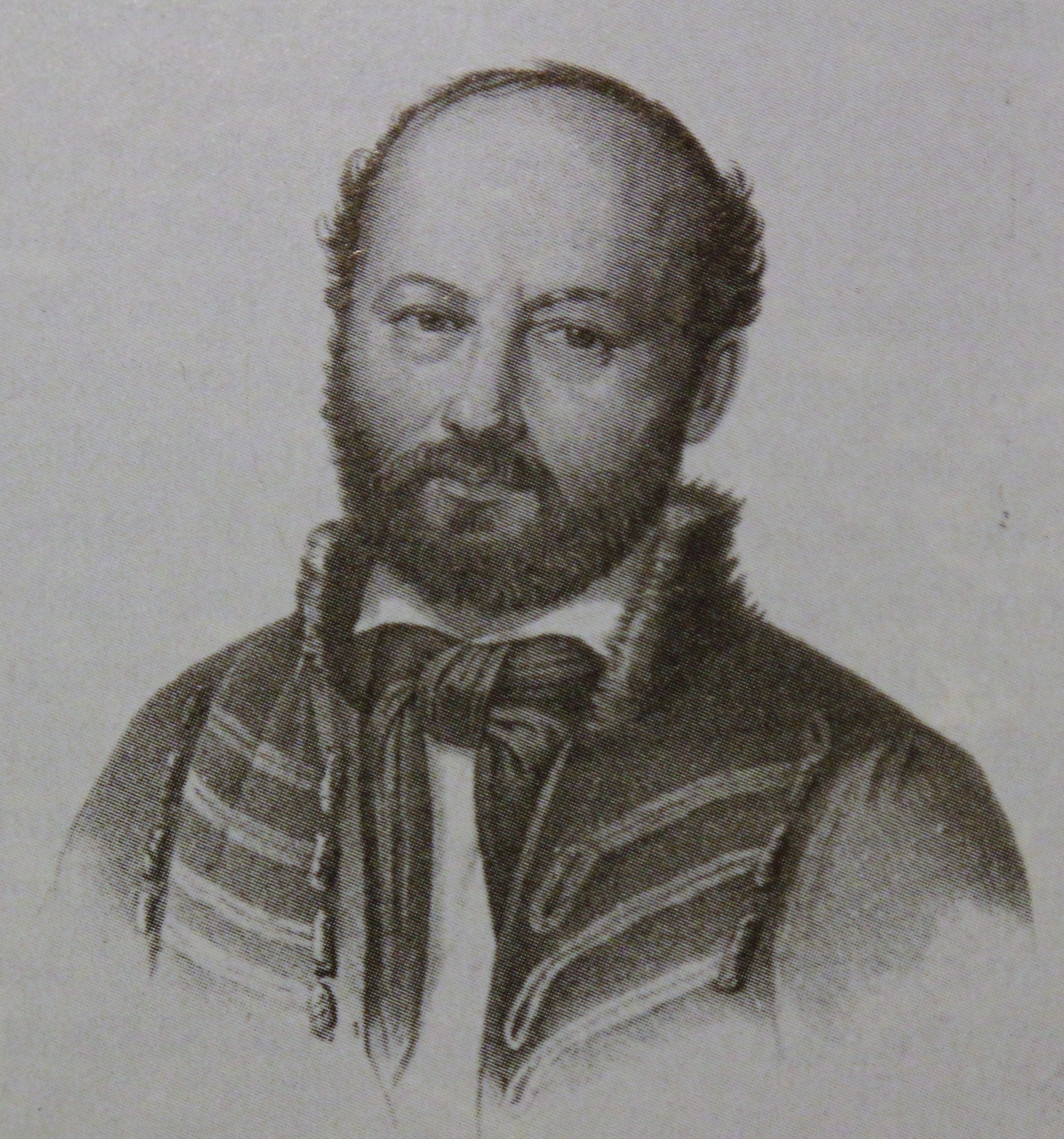
Franz Joseph Richter in der „Polen-Pekesche“, dem Schnürrock der nach Deutschland geflohenen polnischen Militärs

Franz Joseph Richter (* 14. Juni 1801 in Kappel am Rhein; † 1863 in New York) war ein badischer Jurist und Politiker.

## Leben
Richter studierte von 1820 bis 1825 an der Universität Freiburg und der Universität Heidelberg Philosophie, katholische Theologie und Rechtswissenschaften. 1820 schloss er sich der Alten Freiburger Burschenschaft an. Spätestens 1835 trat er als Rechtspraktikant in Kappel in den badischen Staatsdienst ein und war bis 1849 Hofgerichtsadvokat in Achern.
1842 wurde Richter Abgeordneter in der Zweiten Kammer der Badischen Ständeversammlung. Im Zuge der Märzrevolution nahm er am Vorparlament teil.  Vom 27. Juni 1848 bis zum Ende des Rumpfparlaments am 18. Juni 1849 war er Abgeordneter für den 9. badischen Wahlkreis (Lahr) in der Frankfurter Nationalversammlung. Dort zählte er zur linken Fraktion Donnersberg.
Im Dezember 1848 wurde er Mitglied im Landesausschuss der demokratischen Volksvereine in Baden und nahm im Mai 1849 am dritten Aufstand der Badischen Revolution teil. Dabei war er Abgeordneter in der konstituierenden Versammlung und Teilnehmer am Landeskongress der Volksvereine in Offenburg. Nach der Niederschlagung der Märzrevolution wurde er wegen Hochverrats zu 15 Jahren Zuchthaus verurteilt, entzog sich der Strafe aber durch Flucht in die Schweiz. Von dort reiste er über Frankreich in die USA, wo er ab 1851 als Anwalt und ab 1864 als Notar in New York tätig war.